# Iva (poble)
|  | Per a altres significats, vegeu «Impost sobre el valor afegit». |

Iva és una població dels Estats Units a l'estat de Carolina del Sud. Segons el cens del 2000 tenia 1.156 habitants.

## Demografia
Segons el cens del 2000, Iva tenia 1.156 habitants, 501 habitatges i 319 famílies. La densitat de població era de 495,9 habitants/km².
Dels 501 habitatges en un 25% hi vivien nens de menys de 18 anys, en un 44,7% hi vivien parelles casades, en un 12,4% dones solteres, i en un 36,3% no eren unitats familiars. En el 33,9% dels habitatges hi vivien persones soles el 15,8% de les quals corresponia a persones de 65 anys o més que vivien soles. El nombre mitjà de persones vivint en cada habitatge era de 2,2 i el nombre mitjà de persones que vivien en cada família era de 2,77.
Per edats la població es repartia de la següent manera: un 21,2% tenia menys de 18 anys, un 7,1% entre 18 i 24, un 25% entre 25 i 44, un 21,8% de 45 a 60 i un 24,9% 65 anys o més.
L'edat mediana era de 42 anys. Per cada 100 dones de 18 o més anys hi havia 79 homes.
La renda mediana per habitatge era de 23.333 $ i la renda mediana per família de 34.432 $. Els homes tenien una renda mediana de 25.682 $ mentre que les dones 21.731 $. La renda per capita de la població era de 14.756 $. Entorn del 8,5% de les famílies i el 15,2% de la població estaven per davall del llindar de pobresa.

## Poblacions més properes
El següent diagrama mostra les poblacions més properes.